# Zupa gulaszowa

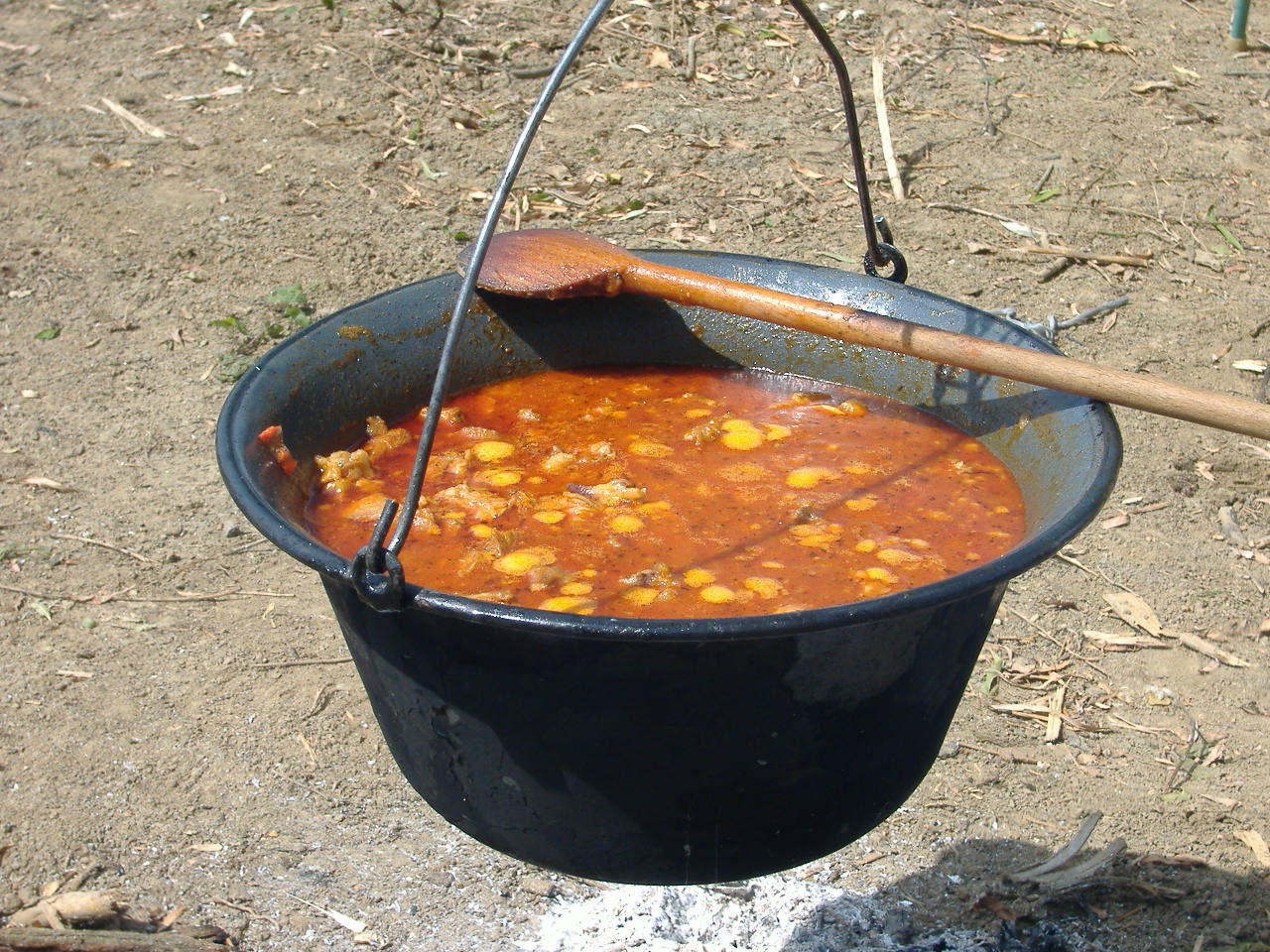
Zupa gulaszowa w kociołku (bogracz - węg. bogrács)

Zupa gulaszowa (węg. gulyás, gulyásleves) – jedna z najpopularniejszych tradycyjnych potraw kuchni węgierskiej. Podstawowymi jej składnikami są smalec, mięso, papryka (słodka i ostra) oraz cebula.
Tradycyjnie przyrządzana była na świeżym powietrzu przez pasterzy (gulyás – pasterz bydła), w kociołku nad ogniskiem. Tę „ortodoksyjną”, podawaną w kociołku wersję określa się również słowem bográcsgulyás – „gulasz bograczowy” (węg. bogrács – kociołek, patrz też: bogracz). Dziś najczęściej gotuje się ją w dużych garnkach.
Należy podkreślić, że węgierskie słowo gulyás oznacza właśnie zupę gulaszową, nie zaś potrawę nazywaną gulaszem przez Polaków – tej odpowiadają raczej węgierskie pörkölt lub tokań (tokány).